# Runo Lundin
Runo Fredrik Lundin, född 3 september 1910 i Stockholm, död 7 april 1997, var en svensk jurist som var lagman i Svartlösa tingsrätt från 1971 till 1977.
Lundin blev juris kandidat vid Stockholms högskola 1933 och genomförde sin tingstjänstgöring 1934-1937 innan han blev fiskal i Svea hovrätt 1937. Han var tingssekreterare i Nora domsaga 1939-1942. Lundin blev adjungerad ledamot i Svea hovrätt 1943, extra ordinarie assessor 1946, tillförordnad
revisionssekreterare 1948, ordinarie assessor 1951, ordinarie revisionssekreterare 1952, hovrättsråd 1953 och häradshövding i Svartlösa domsaga 1969. Han var lagman i Svartlösa/Huddinge tingsrätt 1971-1977.
Lundin var son till revisionskommissarie Carl Lundin och hans maka Ingeborg, född Abrahamsson. Han var gift från 1937 med Eva, född Ripa 1912.